# Talot
Le Talot est un cours d'eau français qui coule dans le département du Loiret. C'est un affluent du canal de Briare en rive gauche, donc un sous-affluent de la Seine.

## Géographie
Le Talot présente une longueur de 11,6 kilomètres. Il prend sa source dans la commune de La Bussière, à une altitude de 155 m, et se jette dans le Canal de Briare, dans la commune de Montbouy, à une altitude de 116 m. Le cours d'eau présente ainsi une pente hydraulique de 3,4 mm/m. Il s'écoule globalement du sud-est vers le nord-ouest.

### Communes traversées
Le Talot traverse 4 communes, soit de l'amont vers l'aval : La Bussière, Adon, Sainte-Geneviève-des-Bois, Montbouy. 

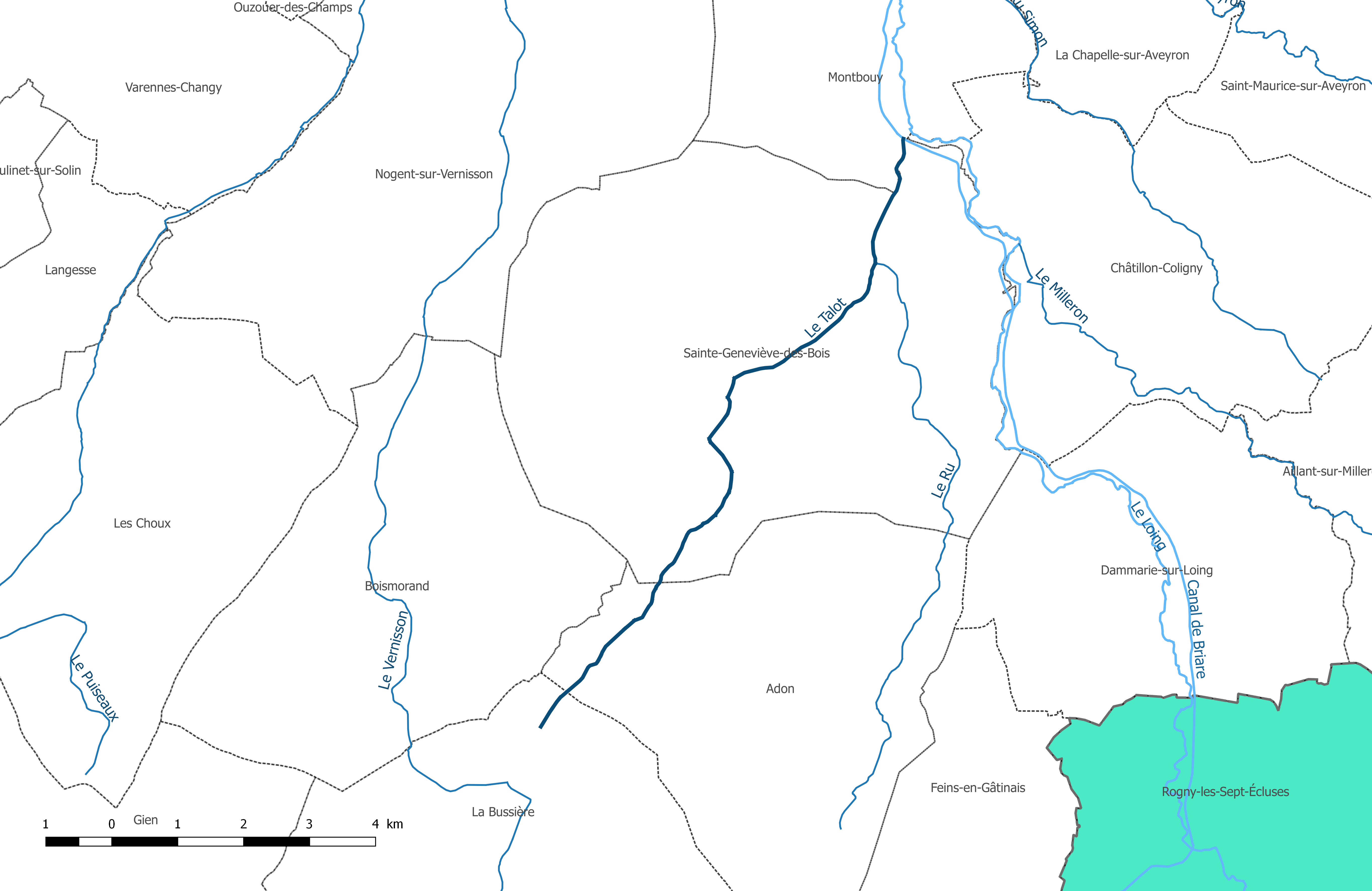
Cours d'eau Le Talot.

### Bassin versant
Son bassin versant correspond à la zone hydrographique « le Loing de sa source au confluent de l'Aveyron (exclu) (F410) », au sein du bassin DCE plus large « La Loire, les cours d'eau côtiers vendéens et bretons ». Ce dernier s'étend sur 441 km2. Il est constitué à 67.95 % de « territoires agricoles », 29.37 % de « forêts et milieux semi-naturels » et à 2.09 % de « territoires artificialisés ».

### Affluents
- PK: 993322 - Le Fossé à Deux Gueules (F4108300)[4]
- PK: 994667 - Le Talot (F4108501)[5]
- PK: 997902 - Le Ru (F4108700)[6]

## Pêche et peuplements piscicoles
La catégorie piscicole est un classement juridique des cours d'eau en fonction des groupes de poissons dominants. Un arrêté réglementaire préfectoral permanent reprend l’ensemble des dispositions applicables en matière de pêche dans le département du Loiret en les différenciant selon les catégories piscicoles. Le Talot est classé en deuxième catégorie, c'est-à-dire que l'espèce biologique dominante est constituée essentiellement de poissons blancs (cyprinidés) (donc rivière cyprinicole) et de carnassiers (brochet, sandre et perche).

## Gouvernance

### Échelle du bassin
En France, la gestion de l’eau, soumise à une législation nationale et à des directives européennes, se décline par bassin hydrographique, au nombre de sept en France métropolitaine, échelle cohérente écologiquement et adaptée à une gestion des ressources en eau. Le Talot est sur le territoire du bassin Seine-Normandie et l'organisme de gestion à l'échelle du bassin est l'agence de l'eau Seine-Normandie. 

### Échelle locale
En 2017, le Ru était géré au niveau local par le Syndicat mixte de la Vallée du Loing.